# ماکسیمیلیان لوی
ماکسیمیلیان لوی (آلمانی: Maximilian Levy؛ زادهٔ ۲۶ ژوئن ۱۹۸۷) دوچرخه‌سوار اهل آلمان است.
وی همچنین برندهٔ جوایزی همچون برگ بوی نقره‌ای شده‌است.
وی در مسابقات کشوری و بین‌المللی در مجموع برندهٔ ۸ مدال طلا، ۶ مدال نقره، ۵ مدال برنز شده‌است.